# Zhylyoi
Zhylyoi Distrikt (kazakiska: Жылыой ауданы, Jılıoy awdanı) är ett kazakstanskt distrikt som ligger i den sydöstra delen av provinsen Atyrau.
Staden Kulsary är distriktets administrativa centrum. Distriktets yta är 29 400 km² och befolkningen uppgick till 75 357 invånare enligt 2013 års befolkningsuppgift.